# آلان بومان
ألان ج. بومان (بالإنجليزية: Alan J. Bauman)‏ دكتور جراح والمدير الطبي لمجموعة بومان الطبية في بوكا راتون، فلوريدا.

## حياته
اشتهر ألان لأول مرة في عام 2006 لدوره في زراعة الرموش في أول جمعية دولية للشعر (ISHRS) في تورانس، كاليفورنيا.
كان لبومان الفضل في السنوات الأخيرة في تعزيزالعلاج بالليزر منخفض المستوى (LLLT) لتساقط الشعر. واستخراج وحدة الجريبي"follicular unit extraction FUE" واستخراج نظير للبروستاغلاندين مثل بيماتوبروست"bimatoprost". وقام بعمل اختبارات جينية لمعرفة سبب فقدان الشعر.
كان بومان أول جراح يقوم بزراعة الشعر في الجمعية الدولية لتجديد الشعر عام 2003.